# Первомайский (Быстроистокский район)
Первомайский — посёлок в Быстроистокском районе Алтайского края России. Входит в состав Хлеборобного сельсовета.

## География
Посёлок находится в юго-восточной части Алтайского края, на правом берегу реки Ануй, на расстоянии примерно 22 километров (по прямой) к юго-юго-востоку (SSE) от посёлка Быстрый Исток, административного центра района. Абсолютная высота — 187 метров над уровнем моря.
Климат умеренный, континентальный. Средняя температура января составляет −18 °C, июля — +18,6 °C. Годовое количество осадков составляет 470 мм.

## Население
| 1997 | 1998 | 1999 | 2000 | 2001 | 2002 | 2003 |
| ---- | ---- | ---- | ---- | ---- | ---- | ---- |
| 93   | ↘92  | ↘83  | ↘75  | ↗77  | ↘35  | ↗66  |
| 2004 | 2005 | 2006 | 2007 | 2008 | 2009 | 2010 |
| ↗67  | ↘59  | ↘51  | ↘50  | ↗55  | ↘46  | ↘40  |
| 2011 | 2012 | 2013 |      |      |      |      |
| →40  | ↘39  | ↘37  |      |      |      |      |

Согласно результатам переписи 2002 года, в национальной структуре населения русские составляли 93 %.

## Улицы
Уличная сеть посёлка состоит из одной улицы (ул. Первомайская).